# Norbello

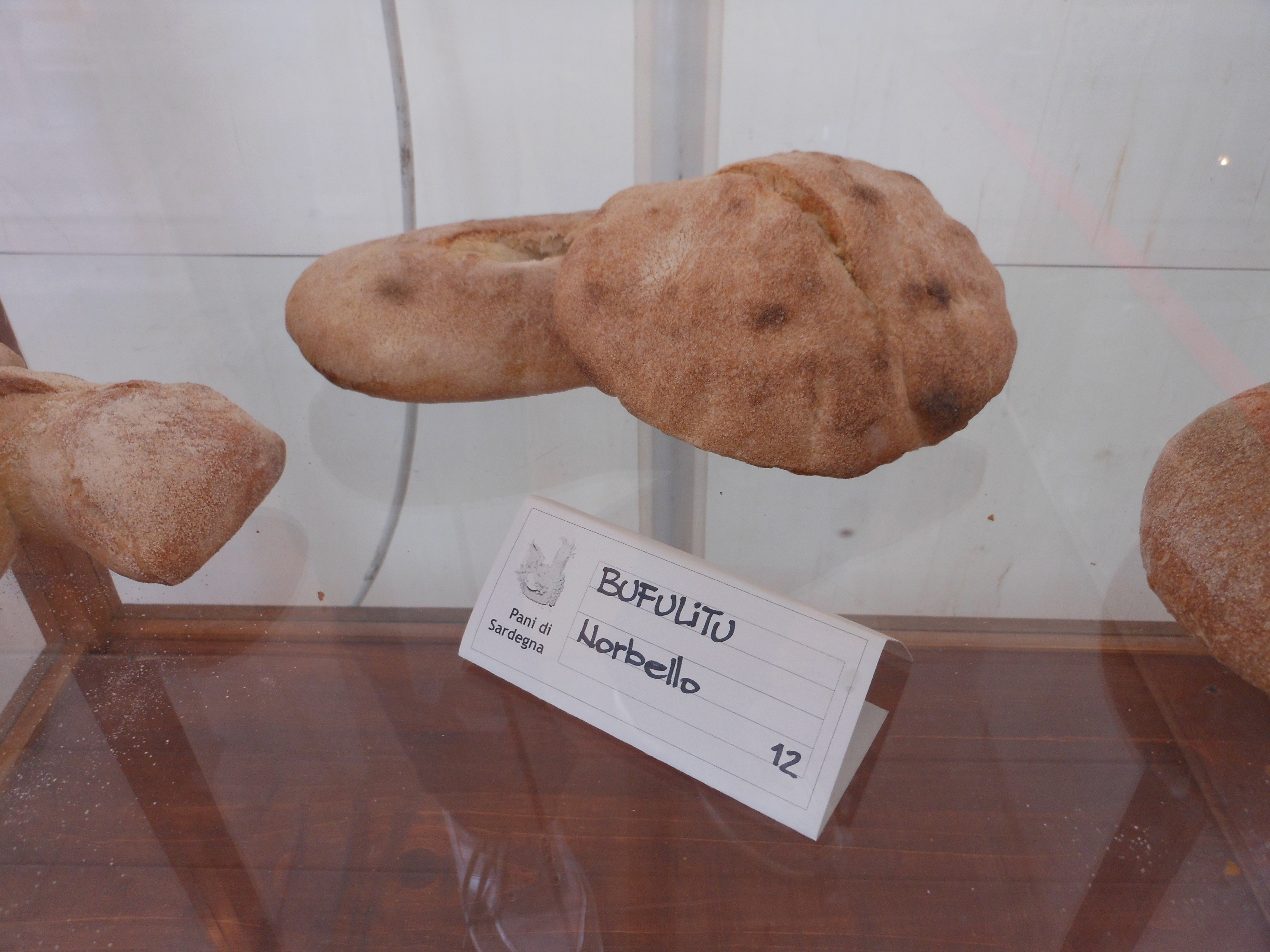
Il pane tradizionale

Norbello (Norghìddo in sardo) è un comune italiano di 1 133 abitanti della provincia di Oristano in Sardegna.
Il comune è sito 34 km a nord-est dal capoluogo, e sorge a 350 metri sul livello del mare nella regione storica del Guilcer.

## Geografia fisica

### Territorio
Il paese è posto in prossimità del margine orientale del vasto tavolato basaltico del Guilcer e confina a nord con Aidomaggiore, a est con Ghilarza a sud con Abbasanta e a ovest con Santu Lussurgiu e Borore. La morfologia è generalmente piatta con alcune colline che raggiungono i 400 metri di altitudine.
Il territorio è ricco di sorgenti anche se alcune non hanno più acqua a causa del dissesto idrogeologico, è percorsa dal Rio siddo.
A nord, nella vallata di Chenale, è situata la frazione di Domusnovas Canales.

### Clima
Il clima è mite per la non rilevante altitudine, i venti dominanti sono quelli settentrionali e occidentali.

## Storia
L'area fu abitata fin dall'epoca prenuragica e nuragica, per la presenza nel territorio di diverse tombe dei giganti, domus de janas e nuraghi.
Nel medioevo, con i nomi di Norgillo o Norghiddo, faceva parte della curatoria del Guilcier del Giudicato di Arborea.
Troviamo tracce della sua storia nelle schede del Condaghe di Santa Maria di Bonarcado.
Alla caduta del giudicato (1420) passò sotto il dominio aragonese, e fu incorporato nel marchesato di Sedilo, i cui ultimi signori furono i Delitala, ai quali il paese fu riscattato nel 1839 con la soppressione del sistema feudale.
Con Decreto Regio del 21 dicembre 1862, pubblicato in data 8 febbraio 1863, il vecchio nome del paese, Norghiddo, assume quello attuale di Norbello.

### Simboli
Lo stemma e il gonfalone del Comune di Norbello sono stati concessi con decreto del presidente della Repubblica del 30 marzo 2004.
(D.P.R. 30.03.2004 concessione di stemma e gonfalone)
Il gonfalone è un drappo partito di rosso e di bianco.

## Monumenti e luoghi d'interesse

### Architetture religiose

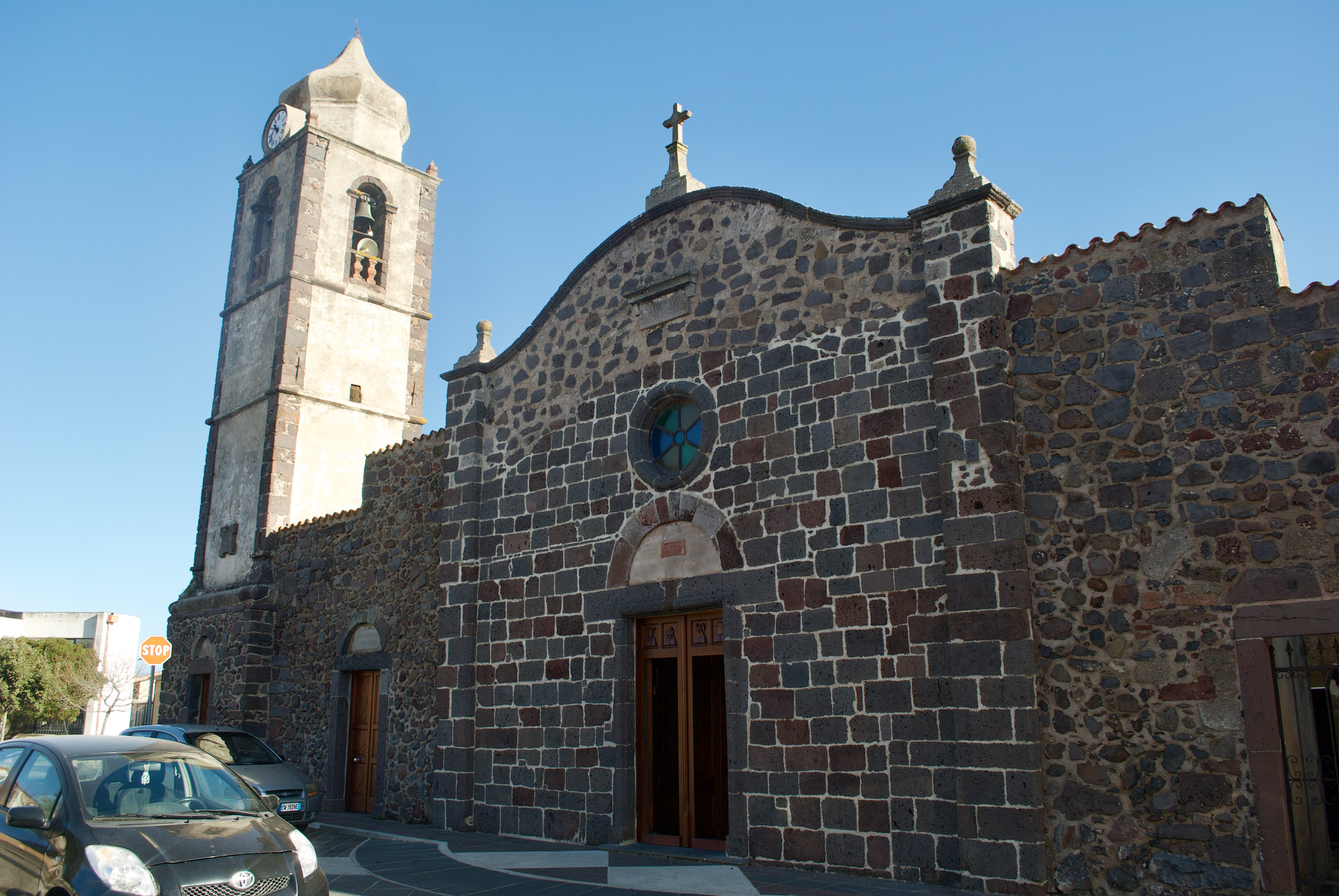
Chiesa di Santa Giulitta Vergine e Martire

Di notevole pregio la chiesa di Santa Maria, ora intitolata alla Madonna della Mercede, con iscrizioni murali e croci di consacrazione, risalenti alla fine del XII secolo.
A ovest dell'abitato, dopo aver attraversato la statale 131, a circa 8 km è presente un novenario, inaugurato nel 1952 attorno alla chiesa di Sant'Ignazio da Laconi, è la prima chiesa eretta e dedicata al santo cappuccino.

### Architetture civili
- Piazza del Popolo
- Piazza delle Donne - Piazza Otto Marzo. Con la statua di Luigi Taras chiamata Emancipazione 90.

### Altro
- Il Monumento ai Caduti situato nel giardino pubblico di Via Vittorio Emanuele è stato realizzato nel 2002, ed è dedicato ai militi e alle vittime di tutte le guerre.[4]
- La statua: Crisalide '88 - realizzata dall'artista Luigi Taras risale al 1988.

### Siti archeologici

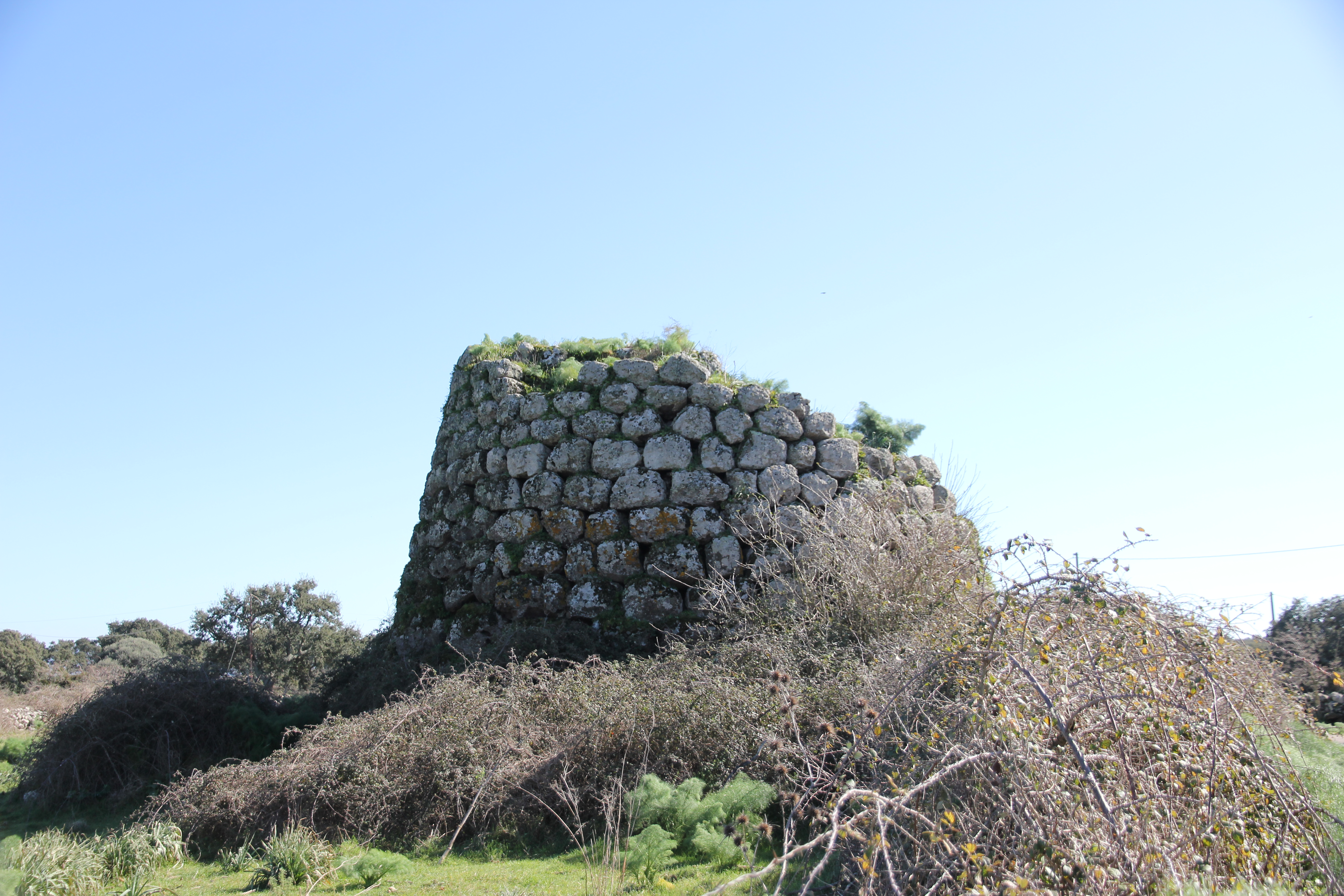
Nuraghe Ruiu

Nel territorio comunale sono accertati 38 siti archeologici, tra i quali:
- Nuraghe Perdu Cossu I
- Domus de janas Onnu Marras
- Tomba di giganti Tanca ‘e Suei
- Tomba di giganti Perdu Cossu
- Dolmen Mandra'e Fustes

## Società

### Evoluzione demografica
Abitanti censiti

### Lingue e dialetti
La variante del sardo parlata a Norbello è riconducibile alla Limba de mesania.

## Cultura

### Istruzione

#### Musei
- Il M.I.D.I. Museo dell'Immagine e del Design Interattivo. Museo che vuole valorizzare Norbello grazie anche ai ritrovamenti archeologici e storici.

## Geografia antropica

### Frazioni
- Domusnovas Canales, fino al 1927 un comune autonomo. Venne prima accorpato al comune di Ghilarza, successivamente ad Abbasanta fino al 1946. Quando Norbello divenne Comune indipendente, Domusnovas Canales, in seguito ad una petizione popolare ne divenne una frazione dal 1º luglio 1950. Nel territorio di Domusnovas Canales v'era l'abitato medioevale di Sella. Abitato di notevole importanza nel territorio e nella storia dell'Arborea, sono ancora presenti i resti del castello del X secolo.

## Amministrazione
| Periodo         | Periodo         | Primo cittadino | Partito                        | Carica  | Note |
| --------------- | --------------- | --------------- | ------------------------------ | ------- | ---- |
| 31 maggio 2015  | 26 ottobre 2020 | Matteo Manca    | Lista civica "Vivere Norbello" | Sindaco |      |
| 26 ottobre 2020 | in carica       | Matteo Manca    | Lista civica "Vivere Norbello" | Sindaco |      |

## Sport
- Tennistavolo Norbello[6][7]